# Eleocharis liogieri
Eleocharis liogieri är en halvgräsart som beskrevs av Tetsuo Michael Koyama. Eleocharis liogieri ingår i släktet småsäv, och familjen halvgräs. Inga underarter finns listade i Catalogue of Life.